# Francis Debyser
Francis Debyser, né le 10 juin 1931 à Paris mort le 16 mars 2015 à Clamart, est un pédagogue français qui a marqué la didactique des langues, notamment celle du français langue étrangère.
Il a été durant de longues années (de 1967 à 1987) le directeur du Bureau pour l'Enseignement de la Langue et de la Civilisation française à l'étranger BELC, rattaché au Centre international d'études pédagogiques, établissement dont il fut ensuite directeur adjoint de 1987 à 1998. Il est connu pour avoir développé la notion de simulation globale dans l'enseignement des langues.
Il est mort en mars 2015.